# Новотроицкое (Кировская область)
Новотро́ицкое — село в Шабалинском районе Кировской области России. Административный центр Новотроицкого сельского поселения. В 1945—1955 годах административный центр Новотроицкого района.

## География
Село находится в западной части Кировской области, в пределах Волжско-Ветлужской равнины, в подзоне южной тайги, на берегах реки Паозер, на расстоянии приблизительно 12 км (по прямой) к северу от Ленинского, административного центра района. Абсолютная высота — 147 м над уровнем моря.
Климат
Климат характеризуется как континентальный, с продолжительной холодной снежной зимой и умеренно тёплым коротким летом. Среднегодовая температура — 1,6 °C. Средняя температура воздуха самого холодного месяца (января) составляет −13,8 °C; самого тёплого месяца (июля) — 17,5 °C. Безморозный период длится 89 дней. Годовое количество атмосферных осадков — 721 мм, из которых 454 мм выпадает в тёплый период.
Часовой пояс
Село Новотроицкое, как и вся Кировская область, находится в часовой зоне МСК (московское время). Смещение применяемого времени относительно UTC составляет +3:00.

## История
По данным Вятской церковной епархии село Троицкое было основано в 1831 году.
В 1945 году село возглавило образованный Новотроицкий район. После его упразднения 30 сентября 1955 перешло в Шабалинский район.

## Население
| 2010 |
| ---- |
| 1077 |

Половой состав
По данным Всероссийской переписи населения 2010 года, в гендерной структуре населения мужчины составляли 47,4 %, женщины — соответственно 52,6 %.
Национальный состав
Согласно результатам переписи 2002 года, в национальной структуре населения русские составляли 98 % из 1271 чел.

## Улицы
| - ул. Базарная, - ул. Больничная, - ул. Гагарина, - ул. Грина, - ул. Дружбы, - ул. Западная, - ул. Заречная, - ул. Зелёная, | - ул. Калинина, - ул. Комсомольская, - ул. Кооперативная, - ул. Королёва, - ул. Лермонтова, - ул. Лесная, - ул. Мира, - ул. Некрасова, | - ул. Партизанская, - ул. Победы, - ул. Полевая, - ул. Профсоюзная, - ул. Пушкина, - ул. Садовая, - ул. Свободы, - ул. Советская, | - ул. Совхозная, - ул. Созинова, - ул. Суворова, - ул. Труда, - ул. Халтурина, - ул. Хаустова, - ул. Чапаева, - ул. Школьная. |

## Фотогалерея
| - Церковь Троицы Живоначальной - Мост через реку Паозер |